# Pamijen (Baturraden)
Pamijen is een plaats en bestuurslaag (kelurahan) in het onderdistrict (kecamatan) Baturraden in het regentschap Banyumas van de provincie Midden-Java, Indonesië. Pamijen telt 2.312 inwoners (volkstelling 2010).